# Пещера забытых снов
«Пещера забытых снов» (англ. Cave of Forgotten Dreams) — документальный фильм режиссёра Вернера Херцога, снятый в технике 3D.
В нём рассказывается о французской пещере Шове, в которой была обнаружена древнейшая в мире наскальная живопись.

## Съёмки
Вернер Херцог заинтересовался пещерой Шове, прочитав статью о ней  в журнале New Yorker. Хотя обычным посетителям доступ в пещеру закрыт, французское министерство культуры предоставило Херцогу разрешение снимать наскальную живопись по четыре часа в течение шести суток со строго определённых точек пещеры. Съёмки велись командой из трёх человек в условиях крайне низкой освещённости. За освещение отвечал сам режиссёр.
В фильм также включены кадры близлежащих естественного моста Пон-д’Арк над рекой Ардеш и атомной электростанции в Крюа.

## Реакция
Премьера фильма состоялась в сентябре 2010 года на кинофестивале в Торонто. В течение следующего года фильм посмотрели свыше миллиона зрителей. Он стал самым кассовым документальным фильмом года. На сайте Rotten Tomatoes собраны отзывы о фильме, из которых 96 % положительные. Многие рецензенты сравнивают работу Херцога с вышедшей почти одновременно «Пиной» его соотечественника Вима Вендерса, где 3D также «играет совсем не формальную роль», а «усиливает эффект присутствия искусства».